# Knut Warmland
Knut Henrik Warmland, född 10 april 1928 i Torsby, död 7 februari 2023 i Filipstad, var en svensk författare och kulturskribent, med värmländska dialekter och litteratur som huvudområde. 
Han blev fil. mag. vid Uppsala universitet 1954, och tjänstgjorde sedan som adjunkt i Borås, Arboga och Filipstad under åren 1954–1993.
I produktionen märks böcker om Gustaf Frödings diktning och Värmländsk ordbok, som kom ut i tre upplagor 1997–2008.
Han var under åren 1969–2003 ledamot av Gustaf Fröding-sällskapets styrelse och ordförande i dess litteraturnämnd samt sällskapets ordförande 1991.
Han var hedersdoktor vid Karlstads universitet och hedersledamot vid Värmlands nation i Uppsala.

## Utmärkelser
- 1982: "Hertigliga medaljen", Wermländska Sällskapet
- 1996: Hedersledamot i Föreningen för Värmlandslitteratur
- 1997: Frödingstipendiet, landstinget i Värmland
- 1997: Filipstads gille, årets kulturprofil
- 1998: Föreningen för Värmlandslitteraturs stipendium ur Bengt Axelssons kulturfond
- 2003: Värmländska Akademiens lagerlöv
- 2004: Hedersledamot i Gustaf Fröding-sällskapet
- 2005: Hedersledamot vid Värmlands nation i Uppsala
- 2006: Wermländska Sällskapets kulturstipendium
- 2007: Filipstads kommuns kuturstipendium, Ferlinstipendiet
- 2008: Helmiastiftelsens stipendium, Torsby
- 2010: Hedersdoktor vid Karlstads universitet[5]